# Мукшур (Татарстан)
Мукшур (тат. Мукшур) — деревня Агрызского района Республики Татарстан. Входит в состав Табарлинского сельского поселения.

## Географическое положение
Деревня находится в Восточном Предкамье, в 3,5 км к юго-западу от центра поселения, села Табарле, на речке Мукшур, неподалеку от впадения её в Чаж. Расстояние до ближайшего населённого пункта, села Сукман — 2,8 км на запад, до районного центра, города Агрыза — 37км, по автодорогам 47,5 км на северо-восток, до административной границы с Удмуртией — 2,3 км на север.
Деревня Мукшур, как и весь Татарстан, находится в часовой зоне МСК (московское время). Смещение применяемого времени относительно UTC составляет +3:00.

## История
Известна с 1678 года. В дореволюционных источниках — также под названием Елангур, Еманчур, Татарский Мукшур.
В XVIII — первой половине XIX веков жители относились к категории государственных крестьян. Их основными занятиями в то время были земледелие, скотоводство, извоз, кустарные промыслы.
По II ревизии (1748 год) в починке по речке Мукшуре, относящейся к Бакейковой сотне Смаилова Арской дороги Казанского уезда Казанской провинции Казанской губернии числилось 30 ревизских душ государственных ясачных татар.
В «Ведомости о селениях Вятской губернии на 1802 год», населённый пункт упомянут как деревня Мукшуре Имангуре Камаевской волости Елабужской округи. В деревне насчитывалось 14 дворов и проживало 43 души мужского пола ясачных татар и 20 душ крещённых ясачных татар.
В «Списке населённых мест Российской империи», изданном в 1876 году, населённый пункт упомянут как казённая деревня Мукшур 2-го стана Елабужского уезда Вятской губернии, при речке Мукшуре, расположенная в 65 верстах от уездного города Елабуга. В деревне насчитывалось 39 дворов и проживало 276 человек (131 мужчина и 145 женщин).
В 1887 году в деревне Еманчур-Мукшур (Мукшур) Мукшурского сельского общества Больше-Кибьинской волости проживало 479 государственных крестьян из татар (242 мужчины, 237 женщин) в 82 дворах. Земельный надел составлял 1128,5 десятин (348 десятин подушного леса и 144,1 десятины лесного надела, 376,2 десятин пашни, 174 — сенокоса, 67,1 — выгона, 9,4 — усадьбы и 9,7 десятины неудобной земли), у жителей имелось 119 лошадей, 94 коровы и 430 единиц мелкого скота (овец, свиней и коз). 89 человек занимались местными промыслами (из них 51 пильщик), 16 — отхожими промыслами (из них 5 извозчиков) в основном в Елабуге. Было 3 грамотных и 1 учащийся. В 1905 году в деревне Мукшур (Емангур) проживало 640 человек (305 мужчин, 335 женщин) в 107 дворах.
По переписи 1897 года в деревне Мукшуръ (Емангуръ) проживало 608 человек (278 мужчин, 330 женщин), из них 603 магометанина.
В начале XX века имелись мечеть (с 1903 года), мектеб и медресе.
По историческим документам, деревня относилась к Арской дороге Казанской губернии, Камаевской волости Елабужской округи, позже входила во 2-й стан, Больше-Кибьинскую волость Елабужского уезда.
Перед 1919 годом село входило в Сарсак-Омгинскую волость Елабужского уезда Вятской, с 1919 года — Казанской, с 1920 года — Вятской губерний.
С июня 1921 года деревня в составе Елабужского, с декабря 1921 года — Агрызского кантона ТАССР, с 1924 — в составе Елабужского кантона, с 1927 года — в Агрызском районе (с 1 февраля 1963 года по 4 марта 1964 года — в Елабужском сельском районе). В 1948 году — единственный населённый пункт Мукшурского сельсовета.

## Население
По переписи 2010 года в деревне проживало 86 человек (45 мужчин, 41 женщина).
| 1744 | 1859 | 1887 | 1905 | 1920 | 1926 | 1938 | 1958 | 1970 | 1989 | 2002 | 2010 | 2015 |
| ---- | ---- | ---- | ---- | ---- | ---- | ---- | ---- | ---- | ---- | ---- | ---- | ---- |
| 30   | 276  | 479  | 640  | 683  | 661  | 635  | 302  | 242  | 160  | 127  | 86   | 83   |

Национальный состав
Согласно результатам переписи 2002 года, в национальной структуре населения татары составили 98 %.

## Инфраструктура
Имеются сельский клуб, ФАП, магазин. До недавнего времени действовала также начальная школа.
В деревне единственная улица — Ленина.
В 3 км к юго-востоку от деревни находится станция Мукшур Горьковской железной дороги.

### Комментарии
1. ↑  душ мужского пола